# Чаншань
Чанша́нь (кит. упр. 常山, пиньинь Chángshān) — уезд городского округа Цюйчжоу провинции Чжэцзян (КНР).

## История
Уезд был создан во времена империи Тан в 674 году. 
Во времена империи Сун уезд был в 1267 году переименован в Синьань (信安县), но после монгольского завоевания уезду было в 1276 году возвращено прежнее название.
После образования КНР в 1949 году был создан Специальный район Цюйчжоу (衢州专区), и уезд вошёл в его состав. В 1954 году Специальный район Цюйчжоу был расформирован, и уезд перешёл в состав Специального района Цзиньхуа (金华专区). В 1958 году уезд Чаншань был присоединён к уезду Цюйсянь, но в 1961 году был воссоздан.
В 1973 году Специальный район Цзиньхуа был переименован в Округ Цзиньхуа (金华地区).
В мае 1985 года постановлением Госсовета КНР округ Цзиньхуа был разделён на городские округа Цзиньхуа и Цюйчжоу; уезд вошёл в состав городского округа Цюйчжоу.

## Административное деление
Уезд делится на 7 посёлков и 7 волостей.